# Ładoś-Gruppe

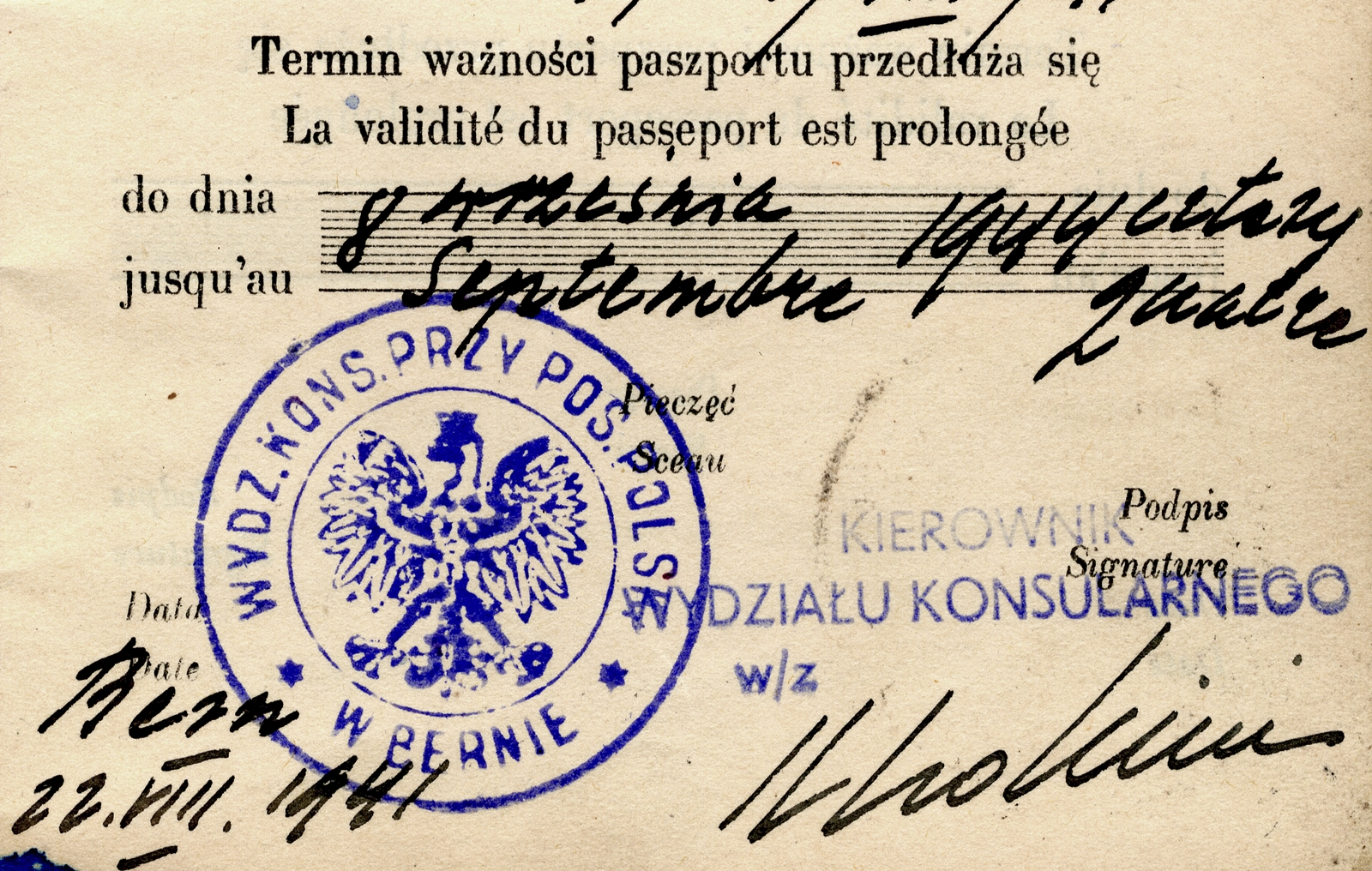
Fragment einer Seite des polnischen Reisepasses von 1941 mit dem Siegel des Konsulats der polnischen Gesandtschaft in Bern

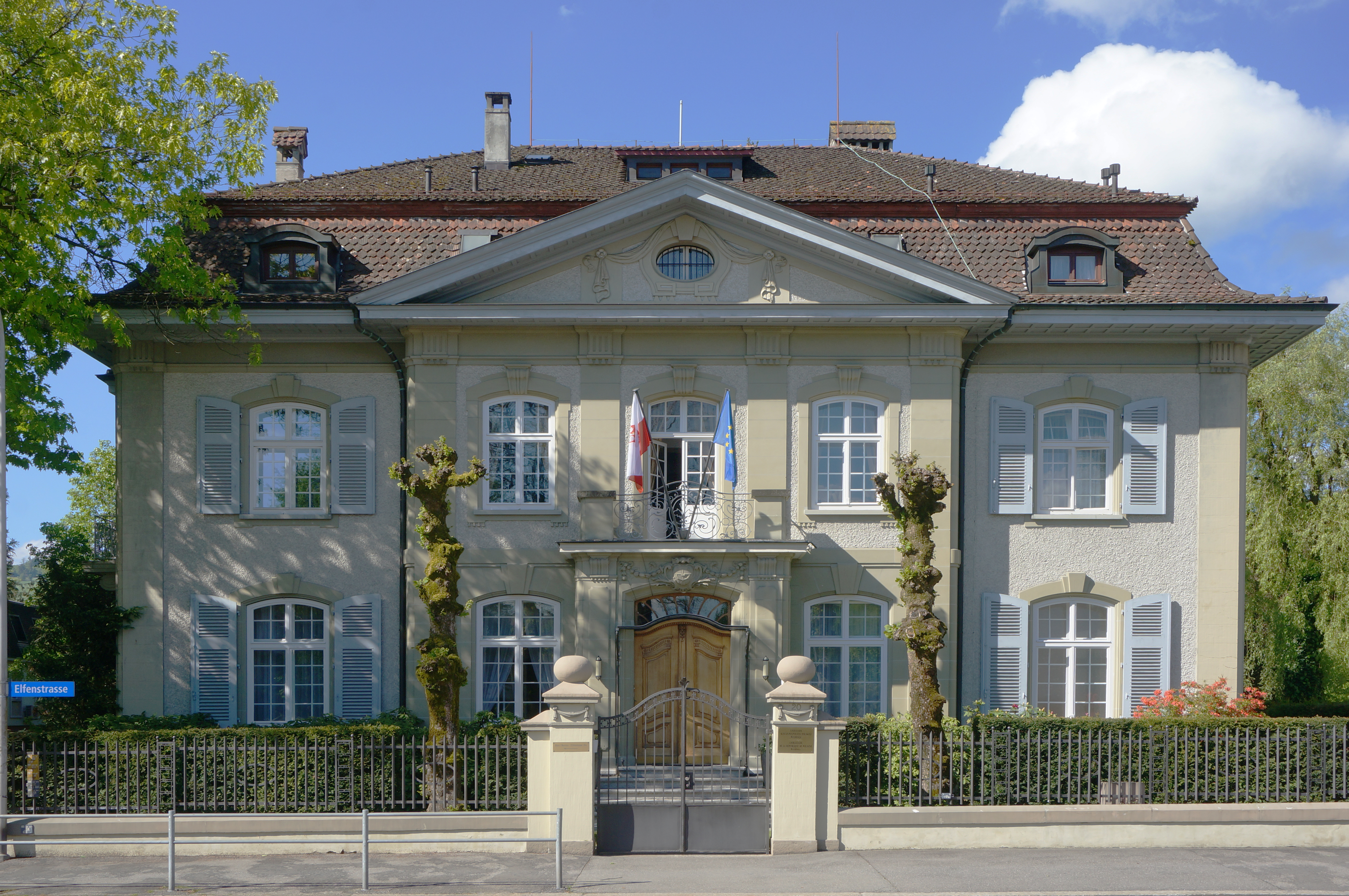
Residenz des polnischen Botschafters in Bern, Aufnahme 2014. Während des Weltkrieges Sitz der polnischen Botschaft

Die Ładoś-Gruppe (franz. Groupe Ładoś, poln. grupa Ładosia), genannt auch Berner Gruppe oder Berner Sechs, war eine Gruppe von in der Schweiz akkreditierten, polnischen Diplomaten und Mitgliedern jüdischer Organisationen. Während des Zweiten Weltkriegs stellten sie illegal Reisepässe lateinamerikanischer Länder zur Rettung der europäischen Juden vor dem Holocaust her.

## Zusammensetzung
Die Gruppe bestand aus vier Diplomaten der polnischen Gesandtschaft in Bern, einem Vertreter des vom Jüdischen Weltkongress geschaffenen RELICO-Komitees (Hilfsorganisation für die jüdischen Kriegsopfer) und einem Vertreter von Agudat Israel. Fünf von sechs Mitgliedern waren polnische Staatsbürger und die Hälfte von ihnen jüdisch.

## Mitglieder
- Aleksander Ładoś (1891–1963), polnischer Gesandter in Bern in den Jahren 1940–1945
- Abraham Silberschein (1882–1951), Rechtsanwalt, zionistischer Aktivist, vor dem Krieg Abgeordneter des polnischen Sejm und Gründer des Rettungskomitees RELICO
- Konstanty Rokicki (1899–1958), polnischer Konsul in Bern in den Jahren 1939–1945
- Chaim Yisroel Eiss (1876–1943), in Ustrzyki geborener Kaufmann, Mitglied von Agudat Israel in Zürich
- Stefan Ryniewicz (1903–1988), Botschaftsrat in der polnischen Gesandtschaft in Bern in den Jahren 1938–1945, Stellvertreter des Gesandten Ładoś
- Juliusz Kühl (1913–1985), Attaché in der polnischen Gesandtschaft in Bern, zuständig für Kontakte zu jüdischen Organisationen

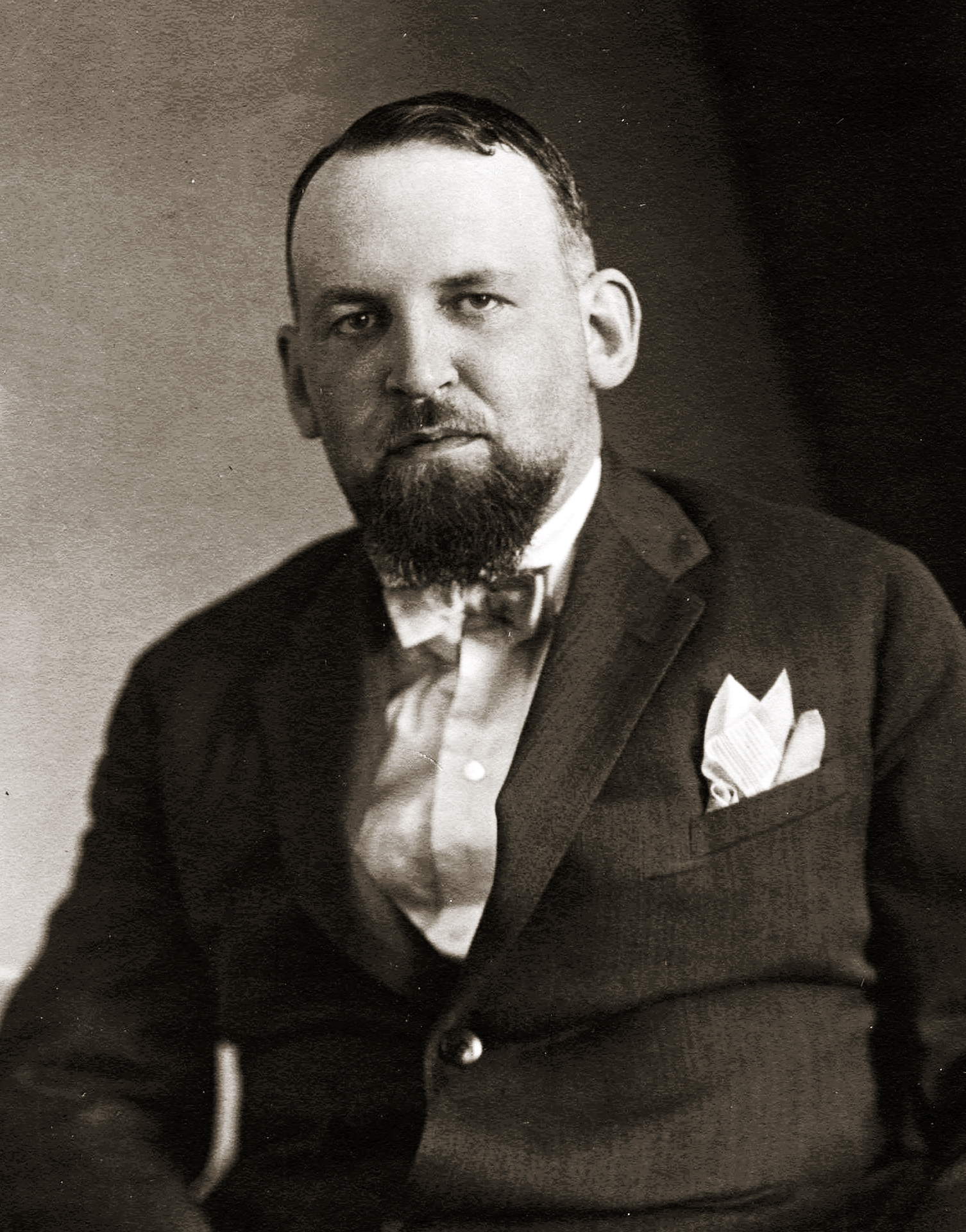
Aleksander Ładoś
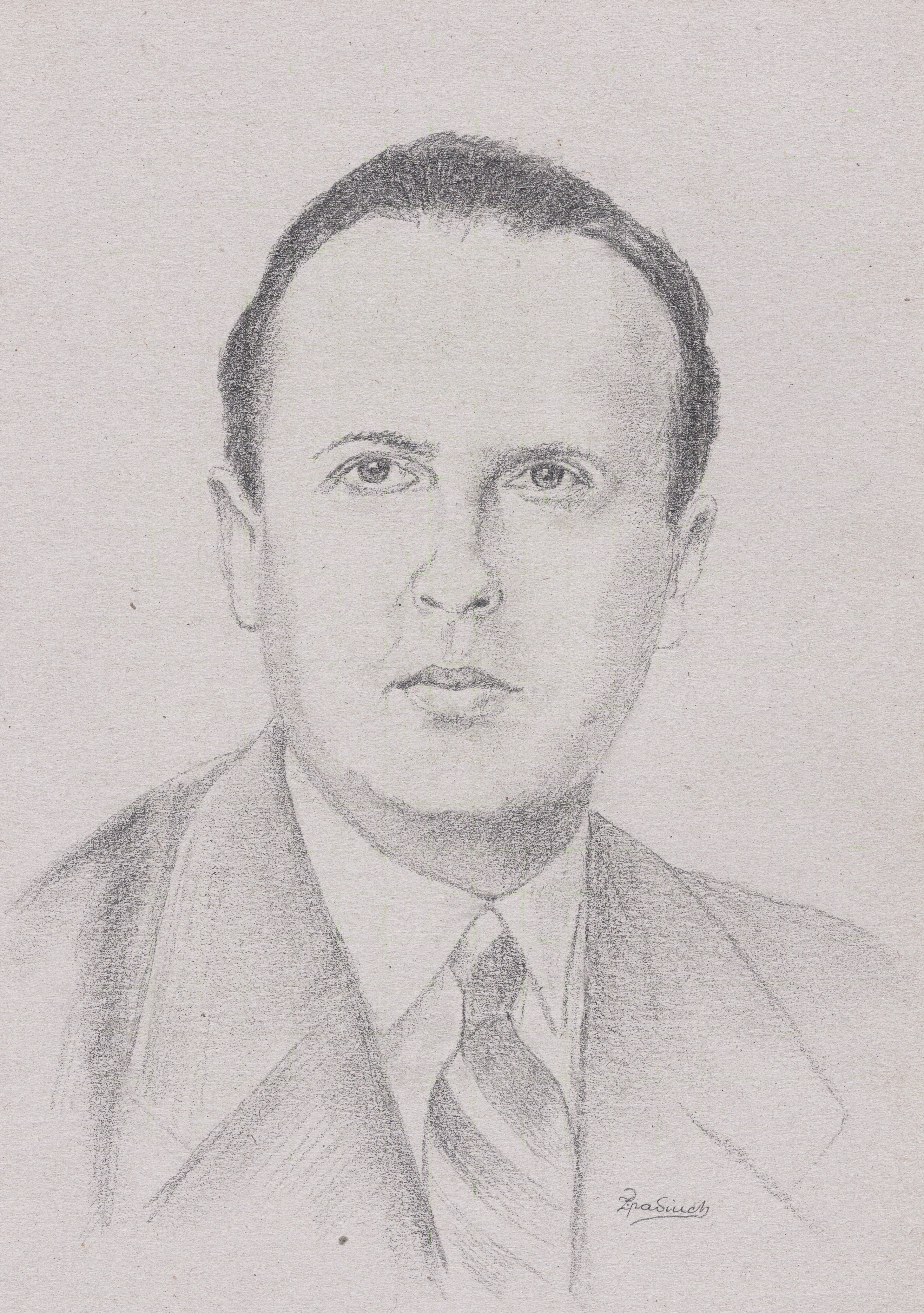
Stefan Ryniewicz
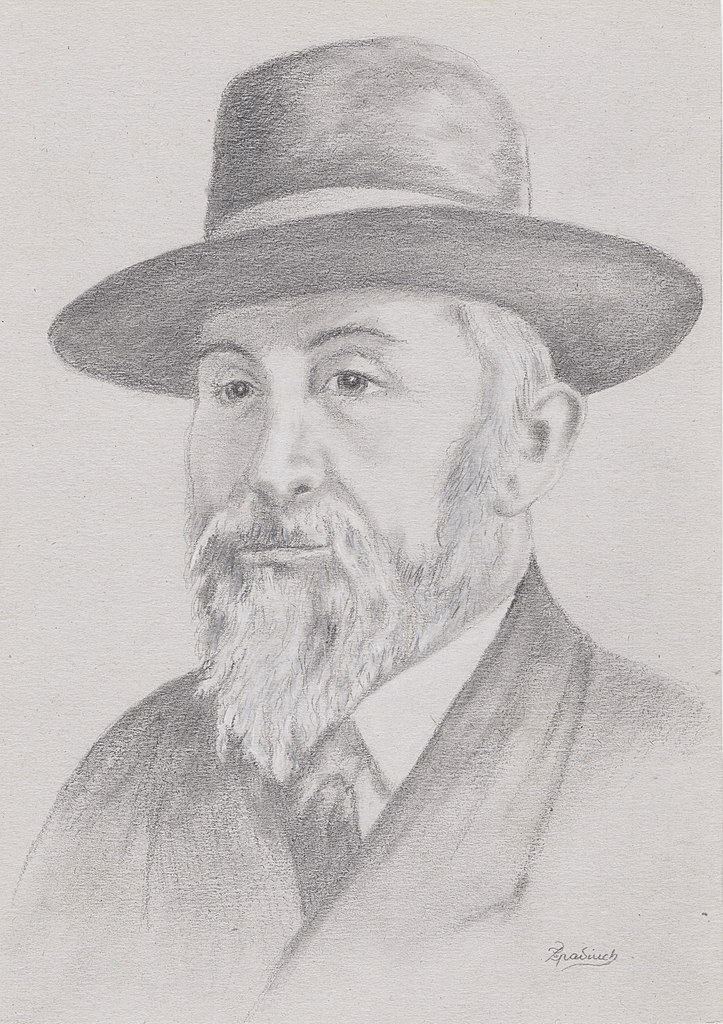
Chaim Eiss
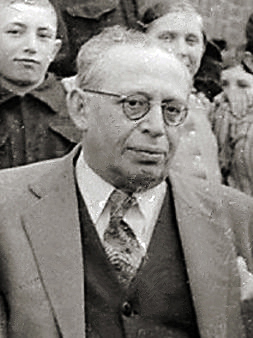
Abraham Silberschein
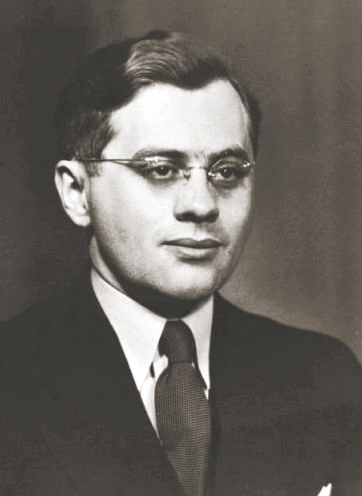
Juliusz Kühl
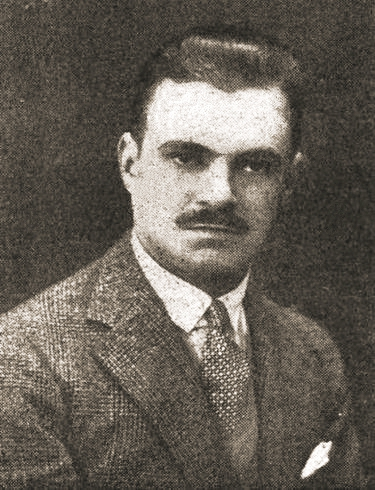
Konstanty Rokicki

Die „Ładoś-Gruppe“ war ein informeller Kreis. Die Verbindungen unter ihren Mitgliedern waren asymmetrisch. Bei der Herstellung von Reisepässen arbeitete Konstanty Rokicki unmittelbar mit Abraham Silberschein und Chaim Eiss zusammen. Rokicki fertigte die Reisepässe selbst aus oder kaufte diese auf dem Schwarzmarkt. Silberschein und Eiss schmuggelten die Pässe, Passbilder und Personaldaten zwischen Bern und den Ländern im besetzten Europa. Sie beschafften auch zu einem Großteil die Geldmittel für die Operation. Die Rolle von Aleksander Ładoś und Stefan Ryniewicz in Bern war, die Unterstützung des diplomatischen Korps zu gewinnen sowie die Gruppe vor der schweizerischen Polizei zu schützen. 1943 intervenierten die beiden Diplomaten in dieser Sache bei dem schweizerischen Außenminister Marcel Pilet-Golaz und dem Polizeichef Heinrich Rothmund. Bei Ausbruch des Krieges war Juliusz Kühl 26-jähriger Absolvent der Doktorstudien an der Universität Bern. Er war Vermittler zwischen den jüdischen Organisationen und der polnischen Gesandtschaft. Später wurde er zum stellvertretenden Leiter der konsularischen Abteilung in der Gesandtschaft. Wahrscheinlich war er auch am illegalen Transport von Passformularen beteiligt.

## Historischer Hintergrund
Im September 1939 wurde Polen von Deutschland und der Sowjetunion angegriffen und in zwei Besatzungszonen aufgeteilt. Fast 36 Millionen Einwohner, darunter mehr als 3 Millionen Mitglieder der jüdischen Gemeinde, fielen unter die deutsche und sowjetische Herrschaft. Gleichzeitig weigerte sich die polnische Regierung, den Waffenstillstand zu unterzeichnen, und überquerte am 17. September 1939 die Grenze zu Rumänien, wo sie interniert wurde. Laut der Verfassung von 1935 ernannte der Staatspräsident Ignacy Mościcki Władysław Raczkiewicz zu seinem Nachfolger für die Zeit des Krieges und trat zurück. In Paris wurde eine polnische Exilregierung gebildet, die mit dem Wiederaufbau der Streitkräfte begann. Sie übernahm auch die Kontrolle über das gesamte Eigentum des polnischen Staates im Ausland, einschließlich des Netzwerkes der diplomatischen Vertretungen. Nach dem deutschen Überfall auf Frankreich zog die Regierung mit Premierminister Władysław Sikorski nach London um, von wo aus sie weiter gegen die Deutschen kämpfte. Im kontinentalen Teil Westeuropas war die polnische Exilregierung durch die Botschaften der Republik Polen vertreten: in der Schweiz, Portugal, Spanien und Schweden. Andere Länder gerieten entweder unter deutsche Besatzung oder schlossen auf Druck der Deutschen die diplomatischen Vertretungen Polens.
Die polnische Gesandtschaft in Bern befand sich im Diplomatenviertel in der Elfenstraße. Zusätzlich wurde seit 1940 das Gebäude in der Thunstraße gemietet, in der sich die konsularische Abteilung der Gesandtschaft befand. Ab April 1940 war Aleksander Ładoś, ehemaliger Gesandter Polens in Lettland (1923–1926) und Generalkonsul in München (1927–1931), der Leiter der Institution. Ładoś verließ Polen im Jahr 1939 auf Befehl von Władysław Sikorski, und in den Jahren 1939–1940 war er kurzzeitig Mitglied seiner Exilregierung. Als er die Funktion in Bern antrat, arbeiteten dort schon drei weitere Diplomaten – die Mitglieder der Berner Vertretung –, Ryniewicz seit 1938 und Kühl und Rokicki seit 1939. Rokicki und Ryniewicz kannten sich von ihrem früheren Dienst in Riga (1934–1936) und waren wahrscheinlich enge Freunde. Sie trafen Kühl und Ładoś erst in Bern. Kurz vor dem Krieg kam Abraham Silberschein nach Genf. Er war Vertreter des Jüdischen Weltkongresses. Chaim Eiss war seit Beginn des 20. Jahrhunderts in der Schweiz und besaß ein Geschäft in Zürich. Silberschein und Eiss kannten sich vor dem Krieg nicht.

## Ausstellung der lateinamerikanische Reisepässe
Laut Juliusz Kühl entstand die Idee, falsche lateinamerikanische Reisepässe herzustellen, um die Wende des Jahres 1939. Die Idee war zuerst nicht mit dem Holocaust verbunden. Dutzende Paraguay-Dokumente sollten produziert werden, damit einflussreiche Juden aus den von der Sowjetunion besetzten Gebieten das Land nach Japan verlassen konnten. Die Gesandtschaft identifizierte den Honorarkonsul Paraguays, den Notar Bernhards Rudolf Hügli, der bereit war, Blanko-Reisepässe zu verkaufen. Es wurden zuerst etwa 30 solche Dokumente gekauft. Es ist nicht bekannt, wer sie ausfüllte und wie sie in die Sowjetunion gelangten. Ende 1939 / Anfang 1940 existierten zwischen der Schweiz und der sowjetischen Grenze immer noch einige neutrale Länder, und das Reisen über die Grenzen war formal möglich. Zunächst glaubte man, dass die Herstellung der Pässe eher einen einmaligen Charakter hatte. Das bekannteste Beispiel ist die Herstellung eines Reisepasses für Guta Eiszweig, die zukünftige Ehefrau von Eli Sternbuch, und ihre Mutter im November 1941. Die Familie Sternbuch erhielt das Dokument durch Kontaktaufnahme mit Juliusz Kühl. Es ist nicht bekannt, wer dieses Dokument ausgefüllt hat. Eine Studie von Yad Vashem von 1957 lieferte Hinweise, dass auch andere Pässe hergestellt wurden – insbesondere nach dem deutschen Angriff auf die Sowjetunion 1941. In einigen Fällen wurden die Passinhaber von der Pflicht befreit, in Ghettos zu wohnen und ein Armband mit dem Davidstern zu tragen. Zu dem Schema der Pass-Herstellung kehrte man 1942 nach der Wannseekonferenz zurück, als der Massenmord an europäischen Juden begann. Von diesem Zeitpunkt an schützten die lateinamerikanischen Pässe in der Regel vor der Deportation in die Vernichtungslager, und ihre Besitzer wurden in Internierungslager in Deutschland und Frankreich geschickt. Anfangs wurde die Operation chaotisch durchgeführt, was die Möglichkeit einer Aufdeckung erhöhte. Dies war wahrscheinlich der Grund, warum die polnische Gesandtschaft in Bern 1942 die Aktion von Abraham Silberschein in die Operation einbezog. Im Gespräch mit der Polizei beschrieb Silberschein dies wie folgt.
„Ich hatte ein Treffen in der polnischen Gesandtschaft in Bern mit dem ersten Sekretär Ryniewicz und Herrn Rokicki, der die konsularische Abteilung leitete. Beide Herren haben mich auf die Tatsache aufmerksam gemacht, dass gewisse Leute in der Schweiz damit beschäftigt sind, die Pässe an die Polen bereitzustellen, die in den von Deutschland besetzten Ländern leben. Die Pässe ermöglichen deren Inhabern, ihre Lage zu verbessern. Wir hatten mit einem echten Pass-Schwarzmarkt zu tun. Die Herren von der Gesandtschaft äußerten den Wunsch, dass ich die Verantwortung für die Sache übernehme, was ich auch im Namen von RELICO getan habe.“

### Paraguayische Reisepässe
Das Zentrum der Passoperation waren zunächst die RELICO-Organisation und die polnische Gesandtschaft. Silberschein sandte die Personenlisten an den Konsul Rokicki. Dieser registrierte sie und veranlasste die Herstellung der Pässe. Rokicki sandte dann an Silberschein die Pässe oder deren notariell beglaubigte Kopien zurück. Beigelegt wurde auch in jedem Fall ein Schreiben von dem Honorarkonsul Rudolf Hügli an den Pass-Inhaber, in dem er über die Ausstellung des Passes persönlich informiert wurde. Im Januar 1943 wurde Hügli von der Polizei verhört. Er sagte wie folgt aus:
„Mitte 1942 fing ich an, Pässe bereitzustellen. Kuhl hatte die Idee, die Pässe den Personen auszuhändigen, die keine Ausweisdokumente hatten und staatenlos waren. […] Die meisten Fälle wurden von der polnischen Gesandtschaft, d. h. von Herrn Kühl, […] bearbeitet. Er war derjenige, der mich bezahlt hat. Ich weiß nicht, ob der polnische Gesandte davon wusste. Auf jeden Fall wusste der erste Sekretär, S. Ryniewicz, alles, und er füllte die Pässe aus und schickte sie mir zur Unterschrift und zum Abstempeln.“
Die Mehrheit von paraguayischen Pässen trägt ein Datum zwischen dem 18. und 30. Dezember 1942. Der Briefwechsel zwischen Silberschein und Rokicki, der in den Archiven von Yad Vashem vorhanden ist, bestätigt aber, dass die Pässe zurückdatiert wurden. Die große Mehrheit der paraguayischen Pässe wurden in der Schreibweise von Konsul Rokicki ausgefüllt. Es existieren jedoch auch mehrere Pässe mit nicht exakt identifiziertem Urheber, welche vermutlich von Kühl oder Ryniewicz ausgefüllt wurden. Es wurden Reisepässe für jüdische Bürger aus Polen, den Niederlanden, der Slowakei und Ungarn sowie für die aus Deutschland stammenden staatenlosen Juden hergestellt. Die im Silberschein-Archiv in Yad Vashem vorhandenen Passnummern lassen vermuten, dass drei Serien von solchen Dokument hergestellt wurden, mindestens 1056. In einem Pass war oft mehr als eine Person eingetragen – im Durchschnitt fast zwei. Dies spricht dafür, dass die Pässe für etwa 2.100 Personen ausgestellt wurden. Jeder Pass kostete zwischen 500 und 2000 Schweizer Franken. Das Geld ging über Rokicki, Kühl und Ryniewicz an Rudolf Hügli. Das brachte ihm während der Operation ein enormes Einkommen. Zur gleichen Zeit wurden für mehrere Tausend Personen so genannte Listen erstellt. Sie waren eine Bestätigung der Staatsbürgerschaft Paraguays, ohne dass ein Pass ausgestellt wurde.

### Reisepässe von Peru und El Salvador
Im Jahr 1943 nahm Silberschein Kontakt mit dem Konsul von Peru in Genf José Barreto auf, dem er – wie er aussagte – 10 bis 12 Tausend Franken für 28 Pässe überreichte. Darüber wurde der Generalkonsul von Peru informiert, der Barreto entließ. Wegen dieser Sache kam es zu einem Streit zwischen Silberschein und Ryniewicz. Ryniewicz kritisierte Silberschein, dass er auf eigene Faust handelte, ohne die Gesandtschaft einzubeziehen. Ryniewicz versuchte, auch Barreto vor dem peruanischen Generalkonsul zu verteidigen, und veranlasste eine ähnliche Aktion der polnischen Gesandtschaft in Lima. 1943 nahm Silberschein Kontakt mit dem jüdischen Mitarbeiter des Generalkonsulats von El Salvador in Genf Georges Mandel-Mantello auf, der wahrscheinlich mit der Zustimmung seines Chefs, Arturo Castellanos, Silberschein die ausgefüllten Pässe und die Beglaubigungen der peruanischen Staatsangehörigkeit überreichte. Die polnische Gesandtschaft wurde wahrscheinlich über die Anzahl der ausgestellten Pässe und über Kontakte mit Mandel-Mantello informiert, aber es gibt keine Beweise dafür, dass sie an der Erstellung von Dokumenten beteiligt war. Arturo Castellanos wurde 2010 von Yad Vashem zum Gerechten unter den Völkern erklärt.

### Reisepässe von Honduras, Haiti und anderen Ländern
Bei der Beschaffung von Honduras-Pässen kontaktierte Silberschein direkt den ehemaligen Honorarkonsul von Honduras, Anton Bauer, der die Dokumente in seinem Büro in Bern illegal ausstellte. Silberscheins Briefe waren an Bauers Tochter Isabella gerichtet. Am 27. Mai 1943 erhielt Rokicki eine entsprechende Bitte von Silberschein, zwei honduranische Pässe zu beschaffen.

### Ergebnisse
Abraham Silberschein berichtete im Januar 1944, dass die Operation ungefähr zehntausend Menschen vor der Massendeportation in die deutschen Vernichtungslager rettete. Nach seinen Angaben befanden sich diese Menschen in den Internierungslagern Tittmoning, Liebenau und Bölsenberg in Deutschland sowie im Lager Vittel in Frankreich. Im März 1944 liquidierten die Deutschen das Lager in Vittel und töteten 200 bis 300 Häftlinge. Die meisten von Silberschein aufgelisteten Lager blieben jedoch bestehen. In einem der Dokumente wurde festgestellt, dass es im KZ Bergen-Belsen kurz vor der Befreiung über 1100 Passinhaber gab. Silberschein schrieb auch, dass er viele von diesen Menschen bei seinem Besuch in Polen 1946 traf. Laut der polnischen Botschaft in Bern wurden über 1050 Pässe für mindestens 2100 Personen ausgestellt.

## Rezeption
Die Literatur zu diesem Thema konzentriert sich vor allem auf die Tätigkeit der einzelnen Mitglieder der Gruppe. Die Gruppe als Ganzes wird weniger thematisiert, weil sie relativ konspirativ agierte. Es fehlen auch Berichte der Mitglieder der Gruppe, die ihre Tätigkeit detailliert beschreiben würden. Aleksander Ładoś kündigte in seinem dritten, unvollendeten Erinnerungsband an, die Pass-Operation genauer zu beschreiben. Dieses Vorhaben wurde jedoch im Dezember 1963 durch seinen Tod vereitelt. Die Diplomaten der „Ładoś-Gruppe“ wurden in einem Dankschreiben von Agudat Israel vom Januar 1945 namentlich genannt. Es waren der Honorarkonsul von Polen in der Schweiz, Markus Blechner, und die Journalisten Zbigniew Parafianowicz und Michał Potocki, die die Pass-Operation im August 2017 beschrieben und feststellten, dass alle Mitglieder der Gruppe ihren Beitrag an der Operation hatten. Die begehrten lateinamerikanischen Pässe waren auch das Thema des im Warschauer Ghetto entstandenen Gedichtes „Reisepässe“ vom polnisch-jüdischen Dichter Władysław Szlengel.
| Chciałbym mieć paszport Urugwaju, ach, jaki to jest piękny kraj, ach, jak przyjemnie być poddanym kraju, co zwie się: Urugwaj […] Chciałbym mieć paszport Paragwaju, złoty i wolny to jest kraj, ach, jak przyjemnie być poddanym kraju, co zwie się: Paragwaj. […] | Ich möchte den Reisepass von Uruguay haben, Ach, was für ein schönes Land, Wie angenehm ist Bürger eines Landes zu sein, Das Uruguay heißt. […] Ich möchte den Reisepass von Paraguay haben, Golden und frei ist dieses Land, Wie angenehm ist Bürger eines Landes zu sein, Das Paraguay heißt. […] |

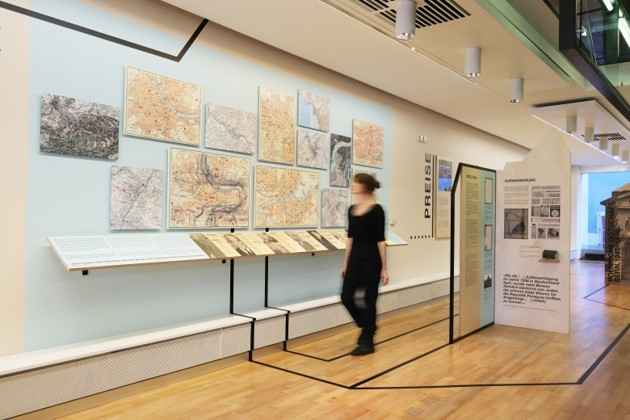
Die Sonderausstellung „Pässe, Profiteure, Polizei“ im Jüdischen Museum der Schweiz, Basel

Eine Sonderausstellung im Jüdischen Museum der Schweiz, „Pässe, Profiteure, Polizei“, zeigt 2019/2020 die Geschichte des Helfernetzwerkes anhand von Dokumenten aus dem Schweizerischen Bundesarchiv, Bern.